# Crotalus adamanteus
Crotalus adamanteus är en ormart som beskrevs av Palisot de Beauvois 1799. Crotalus adamanteus ingår i släktet skallerormar och familjen huggormar. IUCN kategoriserar arten globalt som livskraftig. Inga underarter finns listade i Catalogue of Life. Det svenska trivialnamnet  östlig diamantskallerorm förekommer för arten.
Denna skallerorm förekommer i sydöstra USA från södra North Carolina över Florida till östra Louisiana. Den lever även på flera mindre öar i området. Habitatet utgörs av barrskogar och ekskogar med gräs, Serenoa repens eller buskar som undervegetation. Arten uppsöker även fuktiga savanner.
Individerna vistas främst på marken och de kravlar ibland på växter. De vilar i naturliga håligheter eller i bon som lämnades av andra djur.